# Aveleda (Vila do Conde)
Aveleda é uma povoação portuguesa sede da Freguesia de Aveleda do Município de Vila do Conde, freguesia com 3,70 km² de área e 1224 habitantes (censo de 2021), tendo, por isso, uma densidade populacional de 330,8 hab./km².

## Demografia
Nota: No censo de 1864 figura no município da Maia. Passou a pertencer ao atual município por decreto de 08/05/1871.
A população registada nos censos foi:
| Distribuição da População por Grupos Etários | Distribuição da População por Grupos Etários | Distribuição da População por Grupos Etários | Distribuição da População por Grupos Etários | Distribuição da População por Grupos Etários |
| -------------------------------------------- | -------------------------------------------- | -------------------------------------------- | -------------------------------------------- | -------------------------------------------- |
| Ano                                          | 0-14 Anos                                    | 15-24 Anos                                   | 25-64 Anos                                   | > 65 Anos                                    |
| 2001                                         | 228                                          | 231                                          | 818                                          | 202                                          |
| 2011                                         | 159                                          | 133                                          | 766                                          | 256                                          |
| 2021                                         | 153                                          | 100                                          | 707                                          | 264                                          |

## História
Constituiu, até ao início do século XIX, a honra de Aveleda. Pertenceu ao concelho da Maia até 1871, data em que foi anexada ao concelho (atual município) de Vila do Conde.